# Ресекциона артропластика
Ресекциона артропластика или ексцизиона артропластика је поступак у којем се одстрањује зглобна површина или протетске компоненте (имплантати) уклањају као последица неуспеле операције, често у контексту инфекције. Ово се изводи само када нису могуће друге реконструктивне опције.

## Опште информације
Када се утврди да је ресекцијска артропластика најбоља процедура за решавање бола, инфекције или прелома који се иначе не могу лечити другим методама, примењује се ова метода. Током ове методе уклањају се танки делови кости који су укључени у заједничку зглобну шупљину и смештени у везивно ткиво, мишиће, и друге структуре, чиме се обезбеђује одређени ниво мобилности, али не и стабилност.

## Метода
Након уклањања оштећених структура или инпмпантаната, не предузимају се додатни реконструктивни напори. Простор између се оставља да се попуни ожиљак. Након ресекције  ткиво се формира између преосталих делова зглоба. Формирање овог ожиљног ткива је важно за постизање доброг функционалног резултата. Количина материјала која се ресектује зависи од оперативне историје пацијента и колико је ресектовано током претходних артропластика.

## Индикације
Ова процедура је последња процедура која има за циљ спасавања зглоба, након више неуспелих операција, када пацијент има неподношљив бол и лоше функционисање. Често је повезана са инфекцијом након претходне операције, или неуспелим процедурама реконструкције.  
Најчешће индикације за ресекциону артропластику  
| Индикације                               | Разлози |
| ---------------------------------------- | --- |
| Упорна, хронична инфекција               | Да би се решила инфекције која није реаговала на друге третмане и операције, понекад је потребно уклонити све компоненте без враћања било чега другог у зглоб. |
| Неуспешна замене зглоба                  | Неуспех може бити последица лабављења имплантата, нестабилности имплантата или стварног механичког квара имплантата. У свим овим случајевима, реконструкција је прва опција, али ако квалитет костију или околна мека ткива то не дозвољавају, ресекција је поступак спасавања. |
| Прелом са немогућношћу поправке кости    | Извооди се због превише лошег квалитета костију. |
| Тешки артритис или инфламаторни артритис | Примењује се код тешких стања као што је нпр. реуматоидног артритиса који узрокује тешку ерозију костију избоди се ова метода јер нема довољно кости за завршетак било какве реконструкције или имплантације                                                                    |
| Тешке повреде нерава                     | Ако је тешка повреда нерава у комбинацији са једном од горе наведених ситуација. |

Данас се ова метода  јако ретко примењује, и није никада први избор у лечењу остоартроза великих зглобова. Ресекциона артропластика има  своје месту у лечењу остоартроза у метатарзо-фалангеалнаим артропластикамана на руци и стопалу, и то такође врло ретко, а у посебним случајевима, на куку и рамену, кад се мења само један део зглоба.

## Прогноза
Иако је ова операција код већине пацијената била успешна у смањењу нивоа бола, она можда неће у потпуности елиминисати бол. Након ове операције, пацијент никада нема нормалан зглоб и има знатно смањен обим покрета; међутим, многи пацијенти ће приметити драматично смањење бола у поређењу са њиховом преоперативном ситуацијом.